# Wates
Wates ist ein Distrikt (Kecamatan) im Regierungsbezirk (Kabupaten) Kulon Progo der Sonderregion Yogyakarta im Süden der Insel Java. Der Kecamatan liegt im südlichen Zentrum des Kabupaten und grenzt im Nordwesten sowie Nordosten an den Kecamatan Pengasih, im Süden an Panjatan, im Westen an Temon. Im Südwesten bildet die etwa acht km lange Küstenlinie des Indischen Ozeans eine natürliche  Grenze (Desa Karangwuni). Ende 2021 zählte der Distrikt 48.948 Einwohner auf 33,38 km² Fläche.

## Verwaltungsgliederung
Der Kecamatan (auch Kapanewon genannt) gliedert sich in 7 ländliche Dörfer (Desa) und den Kelurahan mit städtischem Charakter.
| PUM-Code 1    | Dörfer      | Fläche (km²) | Bevölkerung zur Volkszählung 2 | Bevölkerung zur Volkszählung 2 | Bevölkerung zur Volkszählung 2 | Bevölkerung zur Volkszählung 2 | Bevölkerung zur Volkszählung 2 | Bevölkerung zur Volkszählung 2 | Pend./ Dusun 4 | RW/ RT 5 |
| PUM-Code 1    | Dörfer      | Fläche (km²) | 002000                         | 002010                         | Männer                         | Frauen                         | 2020                           | Dichte 3                       | Pend./ Dusun 4 | RW/ RT 5 |
| ------------- | ----------- | ------------ | ------------------------------ | ------------------------------ | ------------------------------ | ------------------------------ | ------------------------------ | ------------------------------ | -------------- | -------- |
| 34.01.02.2001 | Karangwuni  | 7,22         | 2.517                          | 2.902                          | 1.759                          | 1.742                          | 3.501                          | 484,7                          | 6              | 12/24    |
| 34.01.02.2002 | Sogan       | 2,50         | 1.694                          | 1.818                          | 1.042                          | 1.024                          | 2.066                          | 824,9                          | 5              | 6/15     |
| 34.01.02.2003 | Kulwaru     | 2,52         | 2.370                          | 2.549                          | 1.389                          | 1.470                          | 2.859                          | 1135,7                         | 6              | 7/16     |
| 34.01.02.2004 | Ngestiharjo | 2,56         | 2.917                          | 2.950                          | 1.644                          | 1.683                          | 3.327                          | 1301,6                         | 5              | 11/27    |
| 34.01.02.2006 | Triharjo    | 4,82         | 6.032                          | 6.515                          | 3.885                          | 3.871                          | 7.756                          | 1609,5                         | 10             | 10/25    |
| 34.01.02.2005 | Bendungan   | 3,61         | 5.722                          | 6.158                          | 3.481                          | 3.533                          | 7.014                          | 1940,7                         | 12             | 21/48    |
| 34.01.02.2007 | Giripeni    | 4,69         | 6.410                          | 7.440                          | 4.236                          | 4.211                          | 8.447                          | 1802,8                         | 8              | 22/50    |
| 34.01.02.1008 | Wates 5     | 4,28         | 12.933                         | 13.663                         | 6.805                          | 6.963                          | 13.768                         | 3215,0                         | -              | 16/86    |
| 34.01.02      | Kec. Wates  | 32,20        | 40.595                         | 43.995                         | 24.241                         | 24.497                         | 48.738                         | 1.513,6                        | 52             | 105/291  |

## Demographie
Grobeinteilung der Bevölkerung nach Altersgruppen (zum Zensus 2020)
| Altersgruppen | 00Männer | 00Frauen | zusammen |
| ------------- | -------- | -------- | -------- |
| 0 – 14        | 5.414    | 5.036    | 10.450   |
| 15 – 64       | 16.679   | 16.683   | 33.362   |
| 65+           | 2.148    | 2.778    | 4.926    |
| gesamt        | 24.241   | 24.497   | 48.738   |
| anteilig (%)  |          |          |          |
| 0 – 14        | 22,33    | 20,56    | 21,44    |
| 15 – 64       | 68,80    | 68,10    | 68,45    |
| 65+           | 8,86     | 11,34    | 10,11    |

### Bevölkerungsentwicklung
In den Ergebnissen der sieben Volkszählungen seit 1961 ist folgende Entwicklung ersichtlich:
| Einheit/Jahr     | 1961         | 1971         | 1980         | 1990         | 2000         | 2010         | 2020         |
| ---------------- | ------------ | ------------ | ------------ | ------------ | ------------ | ------------ | ------------ |
| Kec. Wates       | 33.478       | 37.834       | 39.838       | 40.486       | 40.595       | 43.995       | 48.738       |
| Anteil in %      | 1,50         | 1,52         | 1,45         | 1,39         | 1,30         | 1,27         | 1,33         |
| Kab. Kulon Progo | 337.127      | 370.629      | 380.685      | 372.309      | 370.944      | 388.869      | 436.395      |
| Sonderregion DIY | 00 2.231.062 | 00 2.487.177 | 00 2.750.025 | 00 2.912.611 | 00 3.120.478 | 00 3.457.491 | 00 3.66.8719 |